# 特賴登特火山

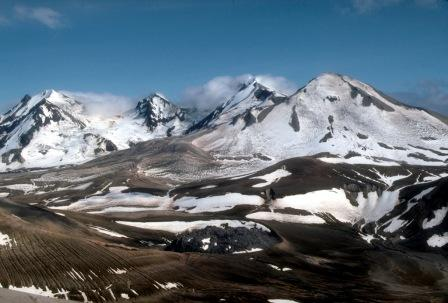

特賴登特火山是美國的火山，位於卡特邁國家公園和自然保護區，由阿拉斯加州負責管轄，海拔高度1,864米，最近一次火山噴發在1974年發生。

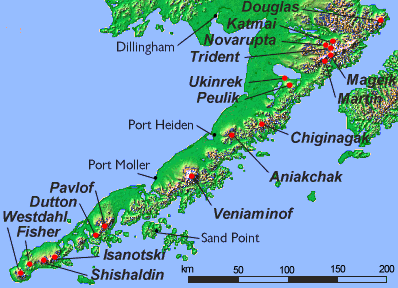